# Saujac
Saujac – miejscowość i gmina we Francji, w regionie Oksytania, w departamencie Aveyron. W 2013 roku populacja gminy wynosiła 129 mieszkańców. Przez teren gminy przepływa rzeka Lot. 